# Breakout (singel Miley Cyrus)
Breakout - singel amerykańskiej piosenkarki pop Miley Cyrus, pochodzi z płyty o tym samym tytule. Wydany został jako nieoficjalny singel 22 lipca 2008 roku. Wersja demo została nagrana przez Katy Perry, która podarowała Cyrus ten singel i zaśpiewała w wersji Miley w chórku. 

## Promocja
Pierwszy raz piosenkę wykonała podczas igrzysk Disney Channel w 2008 roku. 
Utwór ten otwiera trasę Wonder World Tour. Nastolatka piosenkę tę wykonywała 25 lipca 2008 roku Rockefeller Center w Nowym Jorku na kanale NBC’s Today. Piosenka jest całkowitym odcięciem od Hannah Montany. 

## Notowania
| Listy (2008)                     | Najwyższa pozycja |
| -------------------------------- | ----------------- |
| Australia ARIA Singles Chart     | 94                |
| Canada Hot 100                   | 45                |
| U.S. Billboard Hot 100           | 56                |
| U.S. Billboard Hot Digital Songs | 27                |